# Трамвай Рабат-Сале
Трамвай Рабат-Сале (фр. Tramway de Rabat-Salé) — діюча трамвайна мережа в агломерації міст Рабат і Сале, Марокко. Введена в експлуатацію 23 травня 2011 року
Мережа загальною протяжністю 26 км з 43 зупинками складається з двох ліній (1 і 2), які в центральній частині проходять по спільному маршруту, а відтак розходяться в різні сторони. Довжина маршруту 1 складає 11,7 км, маршруту 2 — 7,8 км. Інтервали на кожному маршруті в години пік складають 8 хвилин.), розрахована на пасажиропотік 172,000 пасажирів на день. Мережа експлуатується Veolia Transdev з Alstom Citadis. Лінія прямує через новий міст Хасана II (завдовжки 1215 метрів) над Бу-Регрег і проходить поблизу залізничної станції Гар-де-Рабат — Віль через спеціально прокладений отвір в мурі середньовічного міста. 

## Рухомий склад
Для початку роботи було придбано 44 п'ятисекційні зчленовані трамваї Alstom Citadis. В 2017 році було оголошено, що ще 22 будуть доставлені в 2019 році.

## Діючі маршрути на початок 2010-х
- 1: Hay Karima — Centre commercial Université.
- 2: Gare routière — Hôpital My Youssef.

## Проектовані лінії
- 3: Akkrach − Gare Rabat-Ville
- 4: Sala El Jadida − Médina de Rabat

## Ресурси Інтернету
- Infotram
- Strona projektu
- Infotram: Inauguracja tramwajów w Rabacie

1. ↑  http://www.webtrains.net/actualites.php?article=1000001769
2. ↑  Tram testing starts in Rabat-Salé [Архівовано 2017-10-06 у Wayback Machine.] Railway Gazette International 6 April 2010
3. ↑  Alstom to supply more LTVs to Rabat International Railway Journal 26 October 2017